# Consejo de Estado de la República Democrática Alemana
El Consejo de Estado de la RDA (en alemán: Staatsrat der DDR) fue el organismo que ejercía la Jefatura de Estado colectiva de la República Democrática Alemana. Existió entre 1960 y 1990, con la desaparición de la Alemania oriental.

## Historia
Cuando se fundó la República Democrática Alemana en 1949, su Constitución de 1949 en su forma estructural parecía una "burguesía", un sistema democrático federalista para retratar la RDA como la continuación de la República de Weimar (en oposición a la supuestamente separatista Alemania Federal). Una de las características "burguesas" de la constitución (en el artículo 66) era la oficina del Presidente, la cual fue ocupada por Wilhelm Pieck, formalmente el líder de la rama oriental del Partido Comunista Alemán y ahora uno de los dos presidentes del Partido Socialista Unificado.
Sin embargo, el gobierno de la Alemania Oriental fue completamente controlado desde el principio por el SED, y su estructura de poder creció a la vez del modelo de la Unión Soviética. Cuando el presidente Pieck murió el 7 de septiembre de 1960, la cabeza del estado fue remodelada según estas líneas. La constitución fue modificada el 12 de septiembre de 1960 por la Ley sobre la formación del Consejo de Estado, lo que creó un cuerpo colectivo en lugar de la presidencia. La misma modificación constitucional también reconoce el rol de la recién formada Consejo de Defensa Nacional de Alemania del Este (Nationaler Verteidigungsrat) en la política de defensa de la RDA. El Consejo de Estado se mantuvo prácticamente sin cambios en la Constitución de 1968 y los cambios de 1974.

## Elección
El Consejo de Estado era elegido por la Cámara del Pueblo (Volkskammer), el parlamento de Alemania del Este. Originalmente se elegía por un periodo de cuatro años, pero posteriormente se modificó a 5 años.
El cuerpo consistía en un presidente, varios vicepresidentes (usualmente seis), otros miembros (generalmente dieciséis) y un secretario. Los miembros eran escogidos de los partidos políticos y de las organizaciones afiliadas al Frente Nacional, controlado por el SED. Ocasionalmente se incluía algún otro ciudadano prominente. Fuera de la Alemania Oriental, el puesto de Presidente del Consejo de Estado de la RDA se tomó como equivalente al de Presidente o Jefe de Estado.
La presidencia fue, normalmente, ocupada por el líder del SED - con pequeñas excepciones durante el periodo de transición de la presidencia de Ulbricht a Honecker desde 1971 a 1976 y el colapso posterior del SED en 1979 - mientras lo cual, los líderes de los pequeños partidos ocuparon puestos de vicepresidentes.

## Funciones

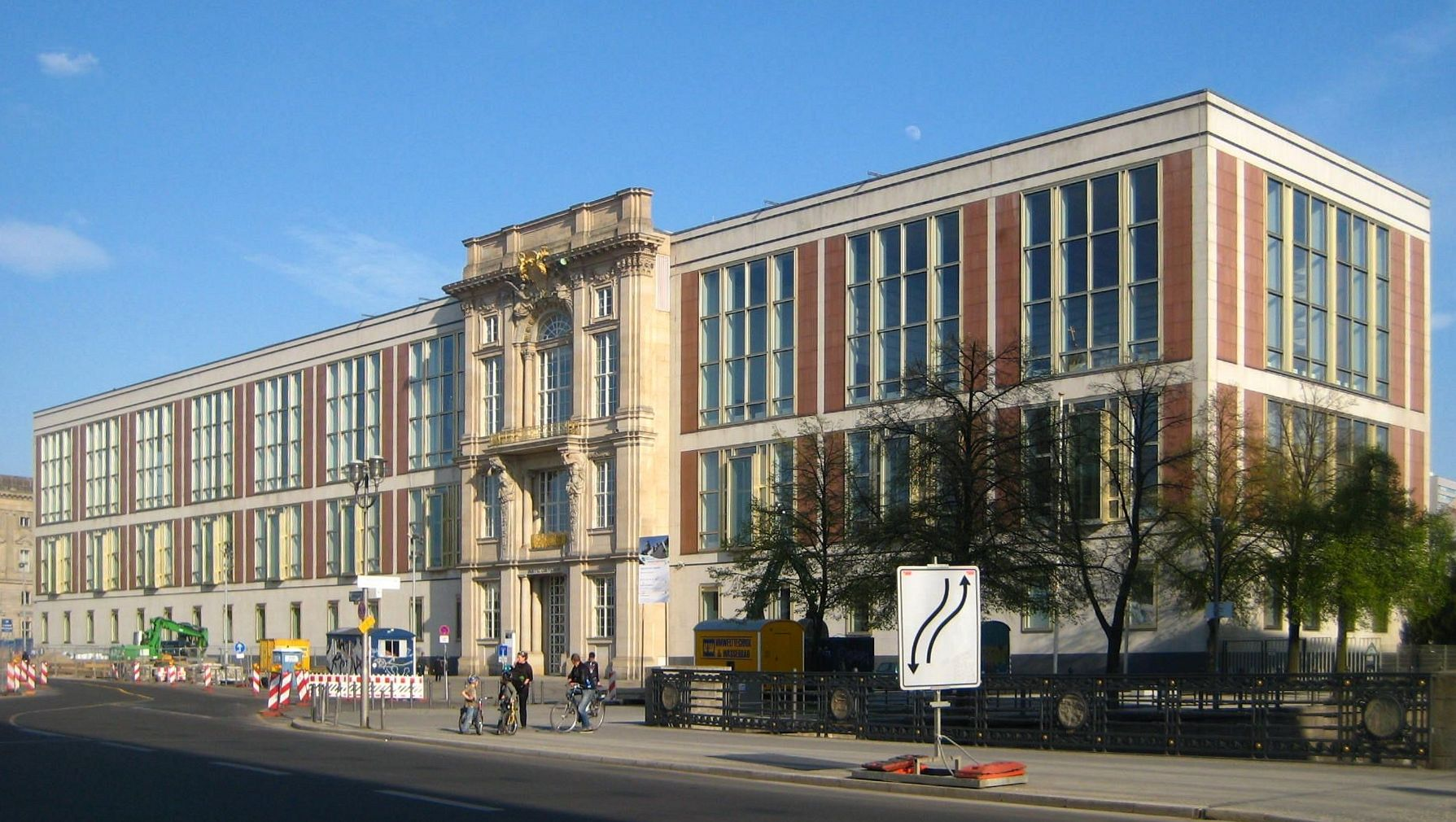
Sede del Consejo de Estado, junto al antiguo Palacio de la República.

Las funciones del Consejo de Estado incluyen:
- convocar las elecciones a la Cámara del Pueblo y a otras instituciones parlamentarias
- nombrar los miembros de la Consejo de Defensa Nacional
- conceder indultos y Amnistías
- ratificar acuerdos internacionales
- conceder Acreditaciones diplomáticas
- conceder Condecoraciones de Estado
- ayudar a familias con muchos hijos/as

Originalmente, el Consejo de Estado también podía emitir decretos e interpretaciones jurídicas vinculantes de la constitución y las leyes. El papel diplomático de la cabeza del estado sólo recaía sobre el presidente. Tanto el poder legislativo como el estatus diplomático especial del presidente fueron abolidos formalmente en 1974.
Aunque el Consejo ejercía sus funciones de forma colectiva, estuvo dominado por el presidente, especialmente si el presidente era a la vez el líder del partido. Sin embargo, este tuvo una cierta importancia como órgano de asesoramiento y toma de decisiones durante el gobierno de Walter Ulbricht. Cuando Ulbricht perdió el poder a los inicios de los 70, el Consejo fue reducido a un papel ceremonial (Las enmiendas de 1974 reflejan este cambio).
El secretaría del Consejo de Estado fue de cierta importancia práctica ya que sus, aproximadamente, 200 empleados trataban las peticiones de los ciudadanos desde 1961. Las autoridades gubernamentales y económicas fueron obligadas a cooperar con la secretaría en esto.

## Abolición
Cuando Egon Krenz, sucesor de Honecker como líder del SED, fracasó en su intento de preservar las reglas del partido en Alemania Oriental, renunció a sus cargos en el partido y en el gobierno, incluyendo su lugar como presidente del Consejo de Estado. Para indicar el fin del monopolio del SED en el poder, Manfred Gerlach, líder del LDPD, fue elegido presidente. Sin embargo, el Consejo dejó de tener importancia política y sólo supervisó la transición en las elecciones generales de 1990. 
La nueva Cámara del Pueblo, la primera que emergió de unas elecciones libres, fueron constituidas el 5 de abril de 1990. Entre sus primeras medidas estuvo una enmienda para la abolición constitucional del Consejo de Estado. Conforme a lo dispuesto en la constitución, el presidente de la Cámara del Pueblo, Sabine Bergmann-Pohl, ejerció como Jefe del Estado hasta la reunificación con Alemania Occidental el 3 de octubre.

## Lista de presidentes del Consejo de Estado (1960-1990)
| #   | Nombre                            | Nombre                            | Nombre                      | Inicio                      | Fin                    | Partido                | Gobierno                          | Cámara Popular  | Cámara Popular  |
| --- | --------------------------------- | --------------------------------- | --------------------------- | --------------------------- | ---------------------- | ---------------------- | --------------------------------- | --------------- | --------------- |
| 1.º |                                   |                                   | Walter Ulbricht (1893-1973) | 12 de septiembre de 1960    | 1 de agosto de 1973    | SED                    | 1.º Consejo de Estado (1960-1963) |                 | 3.º (1958-1963) |
| 1.º | 2.º Consejo de Estado (1963-1967) | 4.º (1963-1967)                   | Walter Ulbricht (1893-1973) | 12 de septiembre de 1960    | 1 de agosto de 1973    | SED                    |                                   |                 |                 |
| 1.º | 3.º Consejo de Estado (1967-1971) | 5.º (1967-1971)                   | Walter Ulbricht (1893-1973) | 12 de septiembre de 1960    | 1 de agosto de 1973    | SED                    |                                   |                 |                 |
| 1.º |                                   | 4.º Consejo de Estado (1971-1976) | Walter Ulbricht (1893-1973) | 12 de septiembre de 1960    | 1 de agosto de 1973    | SED                    |                                   | 6.º (1971-1976) |                 |
| -   |                                   | 4.º Consejo de Estado (1971-1976) |                             | Friedrich Ebert (1894-1979) | 1 de julio de 1973     | 3 de octubre de 1973   | SED                               | 6.º (1971-1976) |                 |
| 2.º |                                   | 4.º Consejo de Estado (1971-1976) |                             | Willi Stoph (1914-1999)     | 3 de octubre de 1973   | 29 de octubre de 1976  | SED                               | 6.º (1971-1976) |                 |
| 3.º |                                   |                                   | Erich Honecker (1912-1994)  | 29 de octubre de 1976       | 24 de octubre de 1989  | SED                    | 5.º Consejo de Estado (1976-1981) |                 | 7.º (1976-1981) |
| 3.º | 6.º Consejo de Estado (1971-1986) |                                   | Erich Honecker (1912-1994)  | 29 de octubre de 1976       | 24 de octubre de 1989  | SED                    | 8.º (1981-1986)                   |                 |                 |
| 3.º |                                   | 7.º Consejo de Estado (1986-1990) | Erich Honecker (1912-1994)  | 29 de octubre de 1976       | 24 de octubre de 1989  | SED                    |                                   | 9.º (1986-1990) |                 |
| 4.º |                                   | 7.º Consejo de Estado (1986-1990) |                             | Egon Krenz (n. 1937)        | 24 de octubre de 1989  | 6 de diciembre de 1989 | SED                               | 9.º (1986-1990) |                 |
| 5.º |                                   | 7.º Consejo de Estado (1986-1990) |                             | Manfred Gerlach (1928-2011) | 6 de diciembre de 1989 | 5 de abril de 1990     | LDP                               | 9.º (1986-1990) |                 |
| 5.º | 10.º (1990)                       | 7.º Consejo de Estado (1986-1990) |                             | Manfred Gerlach (1928-2011) | 6 de diciembre de 1989 | 5 de abril de 1990     | LDP                               |                 |                 |